# Линия Макмагона
Линия Мак-Магона — граница, созданная соглашением между Великобританией и Тибетом, как часть Симлской конвенции, подписанной в 1914 году. Несмотря на то, что её легитимность оспаривается, в данный момент она является границей между Китаем и Индией. Эта линия находилась в центре короткой войны в 1962 году, когда индийские и китайские вооружённые силы боролись за контроль над спорным регионом, большая часть которого — высокогорная малонаселённая местность.
Своё название линия получила благодаря сэру Генри Макмагону, секретарю по иностранным делам Британской Индии и одного из главных участников переговоров. Её длина около 890 километров, линия пролегает от Бутана на западе до точки, находящейся на 260 км южнее большого поворота реки Брахмапутра на востоке. Большая часть этой линии пролегает вдоль Гималаев. Симлское соглашение (вместе с линией Мак-Магона) было сначала отвергнуто британским правительством Индии из-за того, что оно было несовместимо с англо-русским соглашением 1907 года. Оно было пересмотрено в 1921. После Симлской конвенции линия была забыта до 1935, когда британский офицер Олаф Каро убедил правительство опубликовать Симлскую конвенцию и использовать линию Мак-Магона на официальных картах.
Линия Мак-Магона признаётся как Индией, так и правительством Далай-ламы в изгнании в качестве государственной границы.
Китай не признаёт Симлскую конвенцию, считая, что Тибет не имел суверенитета, и, следовательно, не имел права заключать соглашения. На китайских картах территория площадью 150 000 км2 к югу от линии помечена как относящаяся к Тибетскому автономному району и известна как Южный Тибет. В течение Китайско-индийской пограничной войны 1962 года китайские силы ненадолго заняли эту территорию. Китай в целом не признаёт действующую линию границы, которая включает «так называемую линию Мак-Магона», согласно дипломатической ноте от 1959 года, поданной премьер-министром Чжоу Эньлаем.
Индия официально считает линию Мак-Магона границей с Китаем де-юре и де-факто, а также настаивает на легитимности Симлской конвенции. Данное обстоятельство является одним из основных разногласий в индо-китайских отношениях.

## История

### Появление линии
Первые попытки Британии по созданию границы в этом секторе были вызваны тем, что в середине XIX века они обнаружили, что Таванг, важный торговый город, находился на территории Тибета. В 1873 британское правительство Индии провело «Внешнюю Линию», которая должна была стать государственной границей. Эта линия повторяет рисунок холмов у Гималаев, которые теперь находятся примерно на юге Аруначал-Прадеша. Британия заключила договоры, при этом Пекин был обеспокоен тибетскими границами с Бирмой и Сиккимом. Однако Тибет отказался признавать границы, созданные этими договорами. Британские силы под командованием Фрэнсиса Янгхазбенда вошли на территорию Тибета в 1904. В 1907 году Британия и Россия признали сюзеренные права Китая над Тибетом, и обе страны решили «не вступать в связи с Тибетом, кроме как опосредованно, через правительство Китая».
Интерес Англии к границам появился вновь когда правительство Цин послало вооружённые силы, чтобы установить влияние Китая в Тибете (1910—1912). В местности, которые сейчас известны как Аруначал-Прадеш, и был создан Северо-восточная фронтовая дорога для управления территорией. В 1912—1913 годах эта экспедиция достигла взаимопонимания с лидерами местных племён, которые управляли большей частью региона. Внешняя Линия была продвинута дальше на север, но Таванг по-прежнему оставался на тибетской территории. После падения династии Цин в Китае Тибет изгнал всех китайский официальных лиц и солдат и заявил о своей независимости.
В 1913 году официальные лица Англии собрались в Симле, Индия, чтобы обсудить статус Тибета. Конференцию посетили представители Великобритании, Китая и Тибета. «Внешний Тибет», занимающий примерно ту же территорию, что и современный «Тибетский автономный район», предполагалось, будет отдан под владение правительству Далай-ламы, но будет являться вассалом Китая. Сюзеренство предполагало ограниченную власть над контролируемым регионом. Соглашение от 3 июля 1914 года, однако, не вводило никаких ограничений или описаний. Оно ссылалось на карту малого масштаба с очень небольшим количеством деталей, на которой была показана граница между Китаем и «Внутренним Тибетом», а также между «Внутренним Тибетом» и «Внешним Тибетом». На карте не было подписи представителя Китая Ivan Chen, однако он расписался на похожем документе от 27 апреля 1914.
Две карты (27 апреля 1914 и 3 июля 1914) с обозначенными границами; на обоих полные подписи представителя Тибета; на первой также полная подпись представителя Китая; на второй полные подписи, а также печати представителей Тибета и Англии. (5. Фотографические репродукции двух карт в Атласе северного фронта Индии, Нью Дели: Министерство Иностранных Дел 1960)
Синха (21 февраля 1966), стр. 37
Обе редакции этой карты проводят одинаковую красную линию между «Внутренним Тибетом» и Китаем дальше, к юго-западу, примерно обозначая весь путь линии Мак-Магона, которая заканчивается у Таванга, в точке пересечения с Бутаном. Однако, ни на одной редакции нет пометки «Британская Индия», или чего-то подобного в области, где сейчас находится Аруначал-Прадеш.
Куда более детализированная, выполненная в масштабе 8 миль к дюйму(?), карта границ Мак-Магона, созданная 24-25 марта 1914 года, подписана лишь представителями Тибета и Британии. Эта карта, наряду с обсуждением линии Мак-Магона, была подготовлены без участия Китая. После того, как Пекин не признал Симлу, делегации Англии и Тибета отправили ноту, отказывающую Китаю в привилегиях соглашения, и подписали его в двустороннем порядке.

### Пограничный спор Индии и Китая
В 1950-х годах, индийско-китайские отношения были тёплыми и пограничных споров не было. Правительство Индии под руководством премьер-министра Джавахарлала Неру провозгласило лозунг Hindi-Chini bhai-bhai (Индия и Китай — братья). Чжоу Эньлай предложил принять линию Мак-Магона в 1956 году, но только на условиях равных пограничных переговоров, так как простое принятие британской границы оставило бы позорное пятно неравного договора и задело бы гордость Китая. Но Неру настаивал на своём заявлении 1950-х годов, что он не признает переговоры, если Китай поднимет вопрос о границе, и надеялся, что Китай примет свершившийся факт. В 1954 году Индия переименовала Полосы Северо-Восточной границы в Агентство Северо-Восточной границы.
Индия признала Тибет частью Китая и отказалась от своих экстерриториальных прав в Тибете, унаследованных от Британии в договоре, заключённом в апреле 1954 года. Неру позже утверждал, что, раз Китай не поднял вопрос о границе на конференции 1954 года, вопрос был закрыт. Но единственной границей, очерченной Индией до конференции, была линия Мак-Магона. Спустя несколько месяцев после конференции Неру подписал к печати карты Индии, изображающие расширенные индийские притязания как определённые границы, особенно в Аксайчин. В секторе Северо-восточного пограничного агентства новые карты обозначили горные хребты в качестве границ, хотя в некоторых местах эта линия проходит немного севернее линии Мак-Магона.
Провал Тибетского восстания и прибытие 14-го Далай-ламы в Индию в марте заставило индийских парламентариев обвинить Неру в несоблюдении Китаем обязательства уважать линию Мак-Магона. К тому же, индийская пресса начала открыто пропагандировать независимость Тибета. Неру, пытаясь в ответ подтвердить суверенитет Тибета, установил множество военных постов вдоль границы без объявлений и вопреки советам своего штаба. Обнаружив посты и уже имея сомнения благодаря догадкам индийской прессы, китайские лидеры начали подозревать, что Неру имеет виды на регион. В августе 1959 китайские войска захватили индийскую заставу в Лонгью, в 3 милях к югу от линии Мак-Магона согласно базе данных (Национальное агентство геопространственной разведки). В письме Неру, датированном 24 октября 1959, Чжоу Эньлай предложил, чтобы Индия и Китай вывели свои войска из 20-километровой зоны по обеим сторонам от линии существующего контроля. Вскоре после этого Чжоу написал Неру, что «так называемая линия Мак-Магона на востоке и на западе не признаётся КНР».
В ноябре 1961 года Неру формально принял «политику нападения», устанавливая военные посты на спорных территориях, включая 43 поста к северу от линии фактического контроля. Глава Китая Мао Цзэдун, к этому времени ослабленный провалом политики Большого Скачка, видел в войне способ восстановления своего авторитета. 8 сентября 1962 года китайские войска атаковали индийский блокпост в Доле у хребта Тхаг Ла, в 3 км к северу от линии Мак-Магона. 20 октября Китай начал крупное наступление вдоль линии Мак-Магона и далее к северу. Последовавшая Китайско-индийская пограничная война была национальным унижением для Индии, Китай быстро преодолел 90 км от линии Мак-Магона до Рупы и Чаку (65 км к юго-востоку от Таванга), самую западную точку Непы и самую восточную точку Агентства Северо-Восточной границы, приблизившись на 30 км к Валонгу. СССР, США и Великобритания пообещали Индии военную помощь. Тогда Китай отступил к линии Мак-Магона и репатриировал индийских военнопленных.
Северо-восточное пограничное агентство было преобразовано в союзную территорию Аруначал-Прадеш в 1972 году. Китайские карты продолжают именовать этот регион Южным Тибетом. В 1981 году глава Китая Дэн Сяопин предложил Индии пакет урегулирования по пограничному вопросу. После 8 переговоров, соглашения так и не последовало.
В 1984 году сотрудники индийского разведывательного бюро в Таванге установили наблюдательный пост в долине Сумдоронг Чу к югу от высочайшего гребня и в нескольких километрах к северу от линии Мак-Магона (часть прямой линии, простирающейся на 30 миль к востоку от Бутана). Разведывательное бюро оставило регион до зимы. В 1986 году Китай расположил войска в долине до прибытия индийской группы. Эта информация вызвала волнение в стране, когда она была раскрыта индийскому населению. В октябре 1986 Дэн пригрозил преподать Индии урок. Индийская армия перебросила по воздуху оперативную группу в долину. Конфликт был разрешён в мае 1987, хотя, как ясно видно в Google Earth, обе армии сохранили своё положение, и видно строительство новых дорог и сооружений.
Индийский премьер-министр Раджив Ганди посетил Китай в 1988 году и согласился на совместную рабочую группу по вопросам границы, которая не добилась явного положительного успеха. Китайско-индийское соглашение 1993 года организовало группу определить линию фактического контроля, эта группа также не достигла успеха. Китайско-индийское соглашение 1996 года установило меры по укреплению доверия, чтобы избежать пограничных столкновений. Хотя здесь случались частые инциденты, когда одно государство обвиняло другое во вторжении, вызывая напряжённые столкновения вдоль линии Мак-Магона, начиная с испытания Индией ядерного оружия в 1988 году и до нынешнего времени, обе стороны в целом приписывают это к разногласиям в менее чем километре от линии фактического контроля.

### Британия пересматривает свою позицию о Тибете
До 2008 года позиция Британского правительства по отношению к взаимоотношению между Китаем и Тибетом опиралась на соглашение в Симле. Англия признавала, что у Китая было сюзеренство над Тибетом, однако у Тибета ещё оставался небольшой суверенитет. Однако 29 октября 2008 года она пересмотрела свои взгляды, и признала Тибет частью Китая, написав об этом на страницах веб-сайта своего МИД.